# Massacre du Zong
Pour les articles homonymes, voir Zong (homonymie).

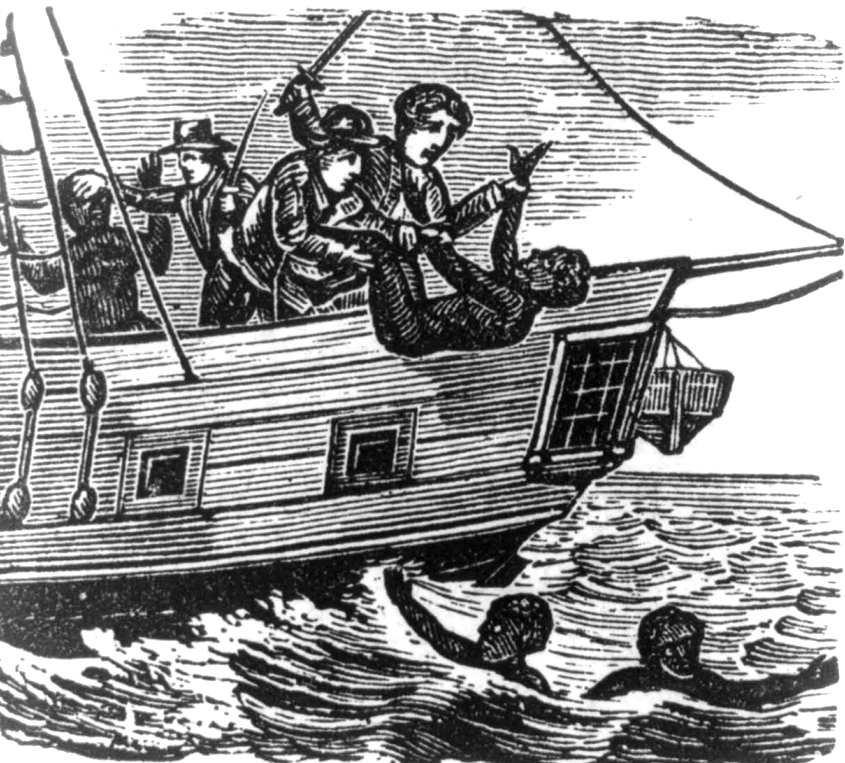
Massacre des esclaves du navire Zong, jetés par-dessus bord (1781).

Le massacre du Zong (anglais : Zong Massacre) est le meurtre estimé à 142 esclaves à partir du 29 novembre 1781, sur le Zong, navire négrier britannique de Liverpool qui se livrait au commerce triangulaire pour le compte du Gregson slave-trading syndicate (« syndicat du commerce d'esclaves Gregson »).
Comme pratique courante, le syndicat a pris une assurance sur les vies des esclaves du navire. Quand, à la suite d'erreurs de navigation, le Zong est sur le point se trouver à court d'eau potable selon les estimations erronées, l'équipage jette des esclaves par-dessus bord pour les noyer, pour assurer la survie du reste de l'équipage et de sa cargaison d'esclaves et pour empocher l'assurance sur les esclaves, en ne perdant pas d'argent sur les esclaves qui seraient morts de soif.

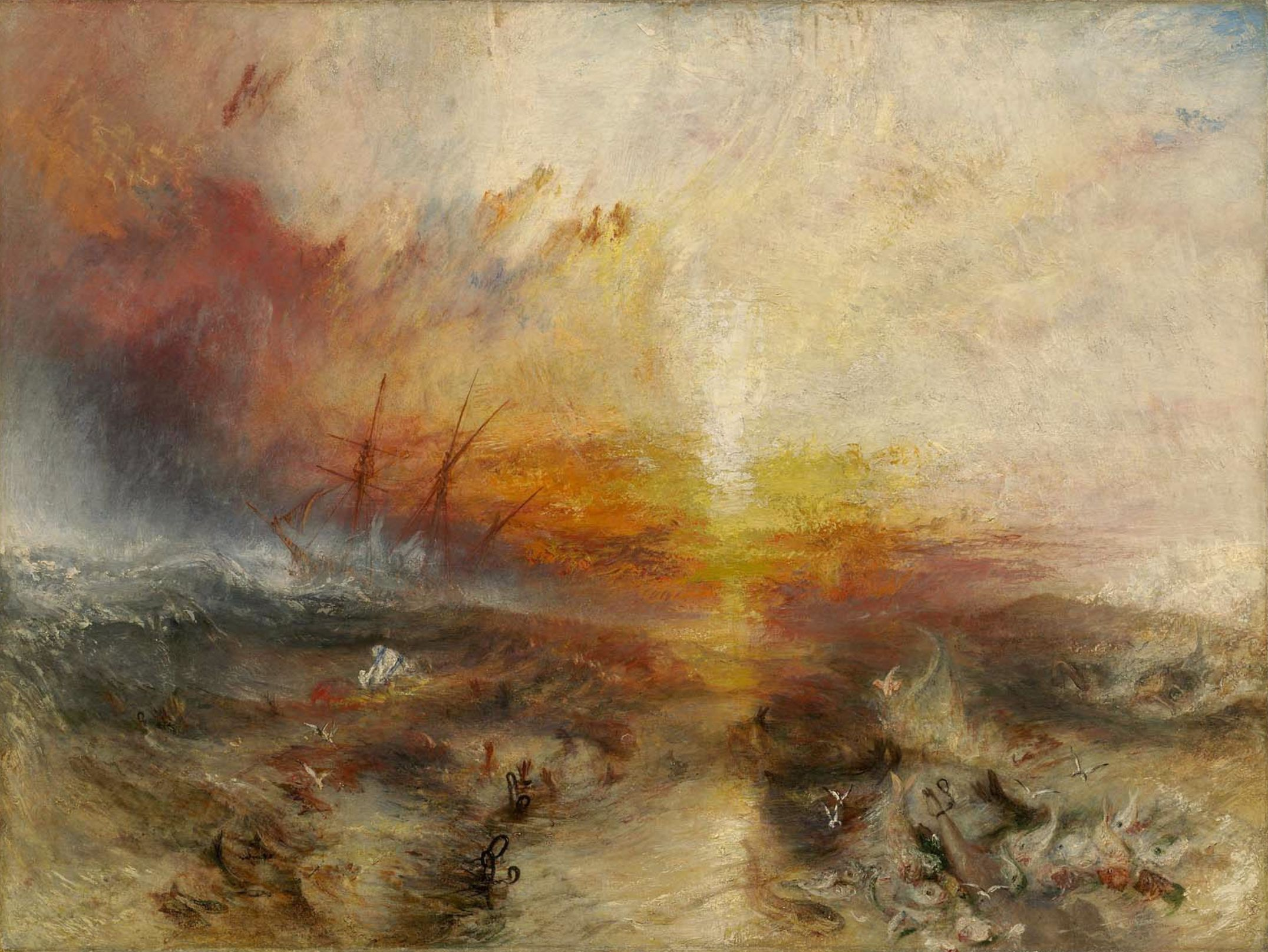
Le Négrier, représentation par Joseph Mallord William Turner de meurtres d'esclaves inspirée par le massacre du Zong.

Quand le Zong arrive au port de Black River en Jamaïque, il fait une demande aux assureurs afin d'obtenir la compensation pour la perte des esclaves. Lorsque les assureurs refusent de payer, l'affaire est résolue en justice. Le jugement déclare que dans certaines circonstances, tuer des esclaves de manière délibérée était légal et que les assureurs pourraient devoir rembourser la mort des esclaves. Mais le Lord juge en chef du Banc du Roi, William Murray, rend un jugement contre le syndicat propriétaire des esclaves à cause de nouvelles preuves suggérant que le capitaine et son équipage étaient en faute.
À la suite du premier procès, l'esclave affranchi Olaudah Equiano porte les nouvelles du massacre à l'attention de l'activiste anti-esclavagiste Granville Sharp, qui essaye sans succès de poursuivre l'équipage pour meurtre. À cause du conflit en justice, l'affaire du massacre reçoit une plus grande publicité et stimule le mouvement abolitionniste britannique de la fin du XVIIIe siècle et du début du XIXe siècle : le massacre du Zong devient un des symboles de l'horreur du passage du milieu des esclaves vers le nouveau monde.
La Society for Effecting the Abolition of the Slave Trade (« Société pour l'abolition de la traite négrière ») est fondée en 1787. L'année suivante le parlement adopte la première loi qui régule le commerce des esclaves, et qui limite le nombre d'esclaves par bateau. En 1791, le parlement interdit aux compagnies d'assurance de rembourser les propriétaires de bateaux dans le cas où les esclaves étaient jetés par-dessus bord. Le massacre a inspiré des œuvres d'art et de littérature. Il a été commémoré à Londres en 2007 avec d'autres événements pour célébrer le bicentenaire du Slave Trade Act 1807 (« loi sur la traite des esclaves de 1807 ») qui a aboli le commerce des esclaves africains. Un monument des victimes du massacre a été édifié à Black River en Jamaïque, leur port de destination initiale.

## Le navire et l'équipage

### LeZong
Le Zong était originellement appelé le Zorg (signifiant "Soin" en néerlandais) par ses propriétaires, la Middelburgsche Commercie Compagnie. Il opérait comme navire esclavagiste basé à Middelbourg, aux Pays-Bas, et avait fait un voyage en 1777 pour livrer des esclaves sur la côte du Suriname en Amérique du Sud Le Zong était un « navire à poupe carrée » de 110 tonnes burthen. Il a été capturé par le brick britannique de 16 canons HMS Alert le 10 février 1781. Le 26, les deux navires arrivent au fort de Cape Coast dans l'actuel Ghana, un important lieu de la traite négrière qui était maintenu et occupé par la Royal African Company (RAC) comme d'autres forts et châteaux. Le fort était utilisé comme quartier général régional par la RAC.
Début mars 1781, le Zong est acheté par le propriétaire du William, au nom d'un syndicat de marchands de Liverpool. Les membres du syndicat sont Edward Wilson, George Case, James Aspinall and William, James et John Gregson. William Gregson a des intérêts dans 50 voyages esclavagistes entre 1747 et 1780 et a été maire de Liverpool en 1762. Vers la fin de sa vie, les navires dans lesquels Gregson avait une part financière avaient transporté 58 201 africains en esclavage vers les Amériques.
Le Zong a été payé avec un effet de commerce et les 244 esclaves déjà à bord faisaient partie de la transaction. Le navire n'était assuré qu'à partir du moment où il commençait son voyage. Les assureurs, un syndicat de Liverpool, assurent le navire et les esclaves jusqu'à 8 000 livres sterling, approximativement la moitié de la valeur des esclaves sur le marché. Le reste du risque était supporté par les propriétaires,.

### L'équipage
Le Zong est le premier commandement de Luke Collingwood, ancien chirurgien du William. Bien que Collingwood manque d'expérience en navigation et en commandement, les chirurgiens de navires esclavagistes étaient le plus souvent impliqués dans la sélection des esclaves achetés en Afrique, leur expertise médicale leur permettant de déterminer la « valeur marchande » d'un captif. Si le chirurgien rejetait un captif, l'individu était soumis à une « mort commerciale », étant considéré sans valeur, et pouvait être tué par ses geôliers africains. Parfois ces meurtres avaient lieu en présence du chirurgien. Il est vraisemblable que Collingwood avait déjà été témoins de tueries de masse d'esclaves. Comme l'historien Jeremy Krikler l'a commenté, ceci l'avait peut être préparé psychologiquement à tolérer le massacre qui prit place à bord du Zong,,. Le second du Zong est James Kelsall, qui a aussi servi sur le William.
Le seul passager du navire, Robert Stubbs, était un ancien capitaine esclavagiste. Au début de 1780 il a été nommé par le comité africain de la Royal African Company (RAC) gouverneur d'Anomabu, une place fortifiée britannique près du château de Cape Coast au Ghana. Ce poste le faisait également vice-président du conseil du RAC du château. À cause de son incompétence et à cause de l'inimité avec John Roberts, le gouverneur du château, Stubbs a été expulsé de la gouvernance d'Anomabu par le conseil du RAC au bout de neuf mois,. Les témoignages rassemblés par le comité africain du RAC, l'accusent d'être un alcoolique à moitié illettré qui avait mal géré les activités esclavagistes du fort. Stubbs était donc à bord pour retourner en Grande-Bretagne; Collingwood peut avoir pensé que son ancienne expérience sur les navires esclavagistes pouvait lui être utile.
Le Zong a un équipage de 17 hommes quand il quitte l'Afrique, ce qui est bien trop peu pour maintenir des conditions sanitaires adéquates sur le bateau. Les marins qui étaient prêts à risquer la maladie ou les révoltes d'esclaves étaient difficiles à recruter en Grand-Bretagne et encore plus durs à trouver pour un vaisseau pris aux Hollandais au large des côtes de l’Afrique. L'équipage du Zong est un mélange de l'ancien équipage hollandais, de l'équipage du William et de marins recrutés dans les colonies de la côte africaine.

## Massacre
Lorsque le Zong appareille le 18 août 1781 d'Accra avec à son bord 442 esclaves africains il transporte plus de deux fois le nombre de personnes qu'il peut convoyer en toute sécurité. Dans les années 1780 les navires britannique transportent en moyenne 1,75 esclave par tonne ; sur le Zong, le ratio atteint 4 par tonne. Un navire esclavagiste de l’époque transporte environ 193 esclaves et il est extrêmement inhabituel pour un navire de la taille relativement modeste du Zong d'en transporter autant.
Après avoir embarqué de l'eau potable à São Tomé, le Zong commence son voyage à travers l'océan Atlantique vers la Jamaïque le 6 septembre. Le 18 ou 19 novembre le navire approche de Tobago dans les Caraïbes mais ne s'y arrête pas pour refaire ses provisions d'eau.

Carte des Caraïbes montrant Tobago, Hispaniola et la Jamaïque notamment.

Il n'est pas certain de qui, si quiconque, dirigeait le navire à ce stade du voyage. Luke Collingwood était gravement malade depuis un certain temps. Son second James Kelsall avait été suspendu à la suite d'une dispute le 14 novembre. Robert Stubbs qui avait été capitaine des années auparavant commande temporairement le Zong pendant la maladie de Collingwood mais n'est pas enregistré comme membre d'équipage. Selon l'historien James Walvin, cette fracture de la chaîne de commandement peut expliquer les erreurs de navigation et l'absence de vérification des réserves d'eau.
Le 27 ou 28 novembre, l'équipage repère la Jamaïque à une distance de 50 kilomètres mais la prend pour la colonie française de Saint-Domingue sur l'île d'Hispaniola,. Le Zong continue sa navigation vers l'ouest laissant la Jamaïque derrière lui. L'équipage se rend compte de son erreur seulement après que le navire a parcouru 480 km sous le vent de l'île. Le surpeuplement, la malnutrition, les accidents et la maladie ont déjà tué plusieurs marins et environ 62 esclaves . James Kelsall clamera plus tard qu'il ne restait plus que 4 jours d'eau sur le navire et que la Jamaïque était de 10 à 13 jours de navigation.

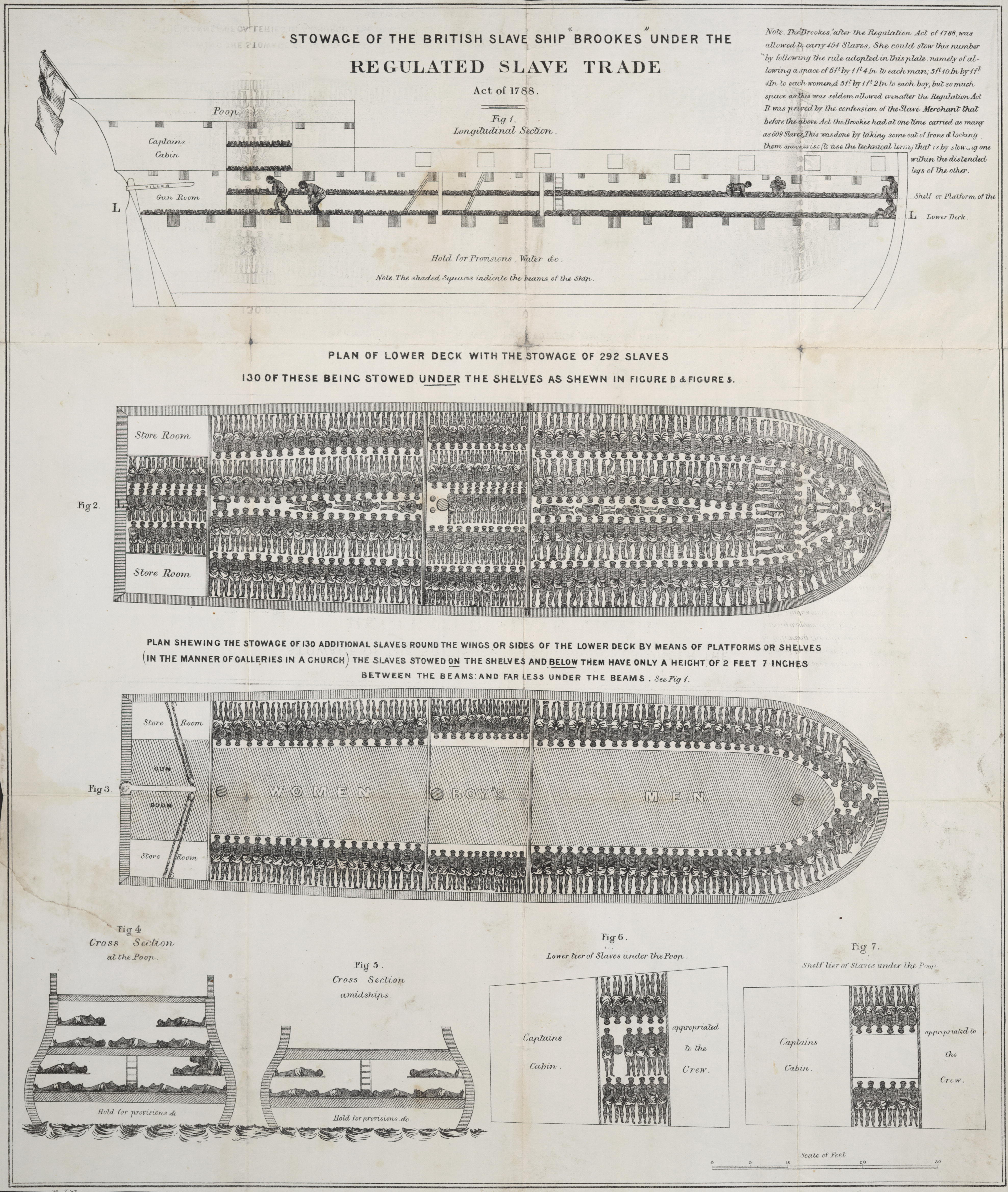
Plan du navire esclavagiste le Brookes, contenant 454 esclaves. Avant le Dolben Act de 1788, le Brookes en transportait 609 pour 267 tonnes, ce qui faisait 2,3 esclaves par tonne. Le Zong transportait 442 esclaves et faisait 110 tonnes ce qui faisait 4 esclaves par tonne.

Si les esclaves mouraient à terre, les propriétaires du bateau n'avaient aucune indemnité de la part des assureurs. Idem si les esclaves mouraient de « mort naturelle » (terme utilisé à l’époque) en mer. Mais si des esclaves étaient jetés par-dessus bord afin de sauver le reste de la « cargaison » alors une demande pouvait être faite aux assureurs au nom de l'avarie commune. L'assurance couvrait la perte d'esclaves dans ce cas à 30 livres par tête.
Le 29 novembre, l'équipage se rassemble pour envisager que certains esclaves soient jetés par-dessus bord. James Kelsall clamera plus tard qu'il s'y était opposé mais que la décision a ensuite été prise unanimement,. Le 29 novembre 54 femmes et enfants esclaves sont jetés depuis les fenêtres des cabines à la mer. Le 1er décembre ce sont 42 esclaves hommes qui sont jetés à la mer et 36 les jours suivants. Dix autres, dans un geste de défiance face à l'inhumanité des esclavagistes sautent d'eux-mêmes à la mer. Ayant entendu les cris des victimes qui étaient jetées à la mer, un esclave demande que le reste des Africains ne soient plus approvisionnés en eau et nourriture plutôt que d'être jetés par-dessus bord. L'équipage ignore sa demande. Au total, 132 Africains ont été tués au moment où le navire atteint les Caraïbes. Le récit du procès au banc du Roi rapporte que l'un des esclaves réussit à remonter à bord du navire.
L'équipage prétend que les esclaves ont été jetés à l'eau parce que le navire n'avait plus assez d'eau pour garder tous les esclaves en vie le reste du voyage. Cette déclaration est plus tard contestée car le navire a encore 1 900 litres d'eau quand il arrive à la Jamaïque le 22 décembre. Un affidavit (déclaration sous serment) fait plus tard par Kelsall, établit que le 1er décembre, alors que 42 esclaves sont tués, il a fortement plu pendant plus d'une journée, permettant de remplir six fûts d'eau, suffisants pour onze jours,.
Le 22 décembre 1781, le Zong arrive à Black River en Jamaïque, avec 208 esclaves à bord, moins de la moitié de ceux achetés en Afrique. Ils sont vendus à un prix moyen de 36 £ chacun. La cour de la vice-amirauté jamaïcaine confirme la légalité de la capture britannique du Zong aux Hollandais, et le syndicat rebaptise le navire Richard of Jamaica. Le capitaine Luke Collingwood meurt trois jours après l'arrivée au port, deux ans avant les actions en justice sur cette affaire.

## Procédures légales

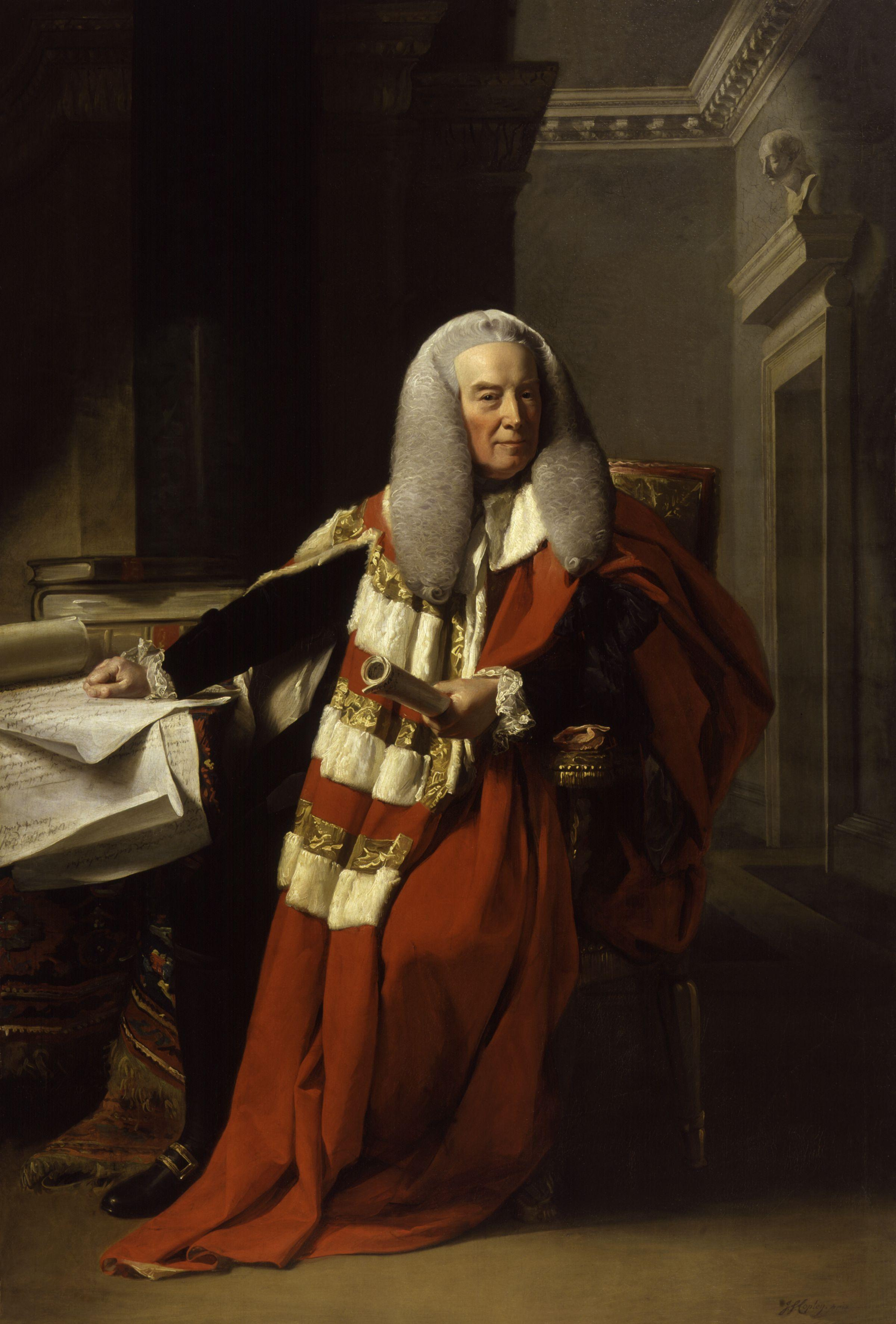
William Murray, 1er comte de Mansfield

Quand les nouvelles du voyage du Zong atteignent la Grande-Bretagne, les propriétaires du navire demande un remboursement à leurs assureurs pour la perte des esclaves. Les assureurs refusent d'honorer la demande et les propriétaires les poursuivent en justice. Le livre de bord du Zong avait disparu après que le navire ait atteint la Jamaïque deux ans auparavant. Les procédures légales fournissent quasiment toutes les preuves documentaires à propos du massacre mais il n'y a aucun enregistrement officiel du premier procès autre que ce qui est référencé en appel. Les assureurs avancent que le livre de bord a été détruit de manière délibérée, ce que le syndicat de Gregson réfute.
Presque toutes les ressources documentaires qui restent sont d'une fiabilité douteuse. Les deux témoins qui fournissent les preuves, Robert Stubbs et James Kelsall, sont fortement motivés à se blanchir eux-mêmes de toute faute. Il est possible que le nombre d'esclaves tués, la quantité d'eau qui restait à bord et la distance que le Zong a parcouru par erreur soient inexactes.

### Premier Procès
Les procédures légales commencent quand les assureurs refusent de rembourser les propriétaires du Zong. Le contentieux est d'abord jugé au Guildhall à Londres, le 6 mars 1783, avec le Lord juge en chef d'Angleterre et du pays de Galles, William Murray, supervisant le jugement devant un jury. Mansfield était précédemment le juge de l'affaire Somerset contre Stewart en 1772, qui concernait la légalité de posséder des esclaves en Grande-Bretagne. Il avait jugé que l'esclavage n'avait jamais eu de statut légal en Grande-Bretagne et n'était pas pris en charge par la common law.
Robert Stubbs est le seul témoin du premier procès et le jury tranche en faveur des propriétaires, sous le protocole établi des assurances maritimes qui considère que les esclaves sont une cargaison. Le 19 mars 1783, Olaudah Equiano, un esclave affranchi, raconte à l'activiste anti-esclavagiste Granville Sharp les événements qui ont eu lieu à bord du Zong et un journal en fait bientôt un long article qui rapporte que le capitaine a ordonné que les esclaves soient tués en trois groupes,. Sharp demande un conseil juridique le jour suivant sur la possibilité de poursuivre l'équipage en justice pour meurtre.

### Procès en appel de King's Bench

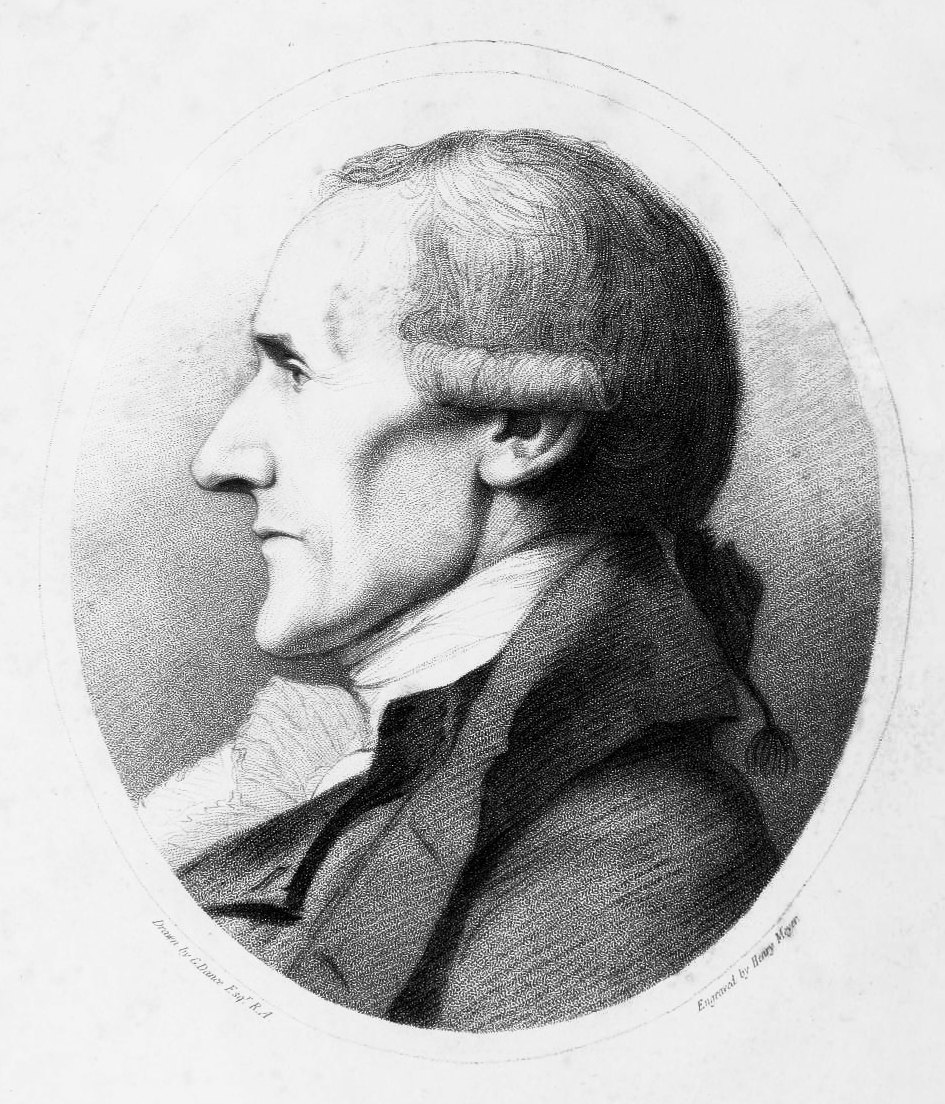
Granville Sharp, dessiné par George Dance le Jeune

Les assureurs en appelèrent au comte de Mansfield pour avoir le premier verdict révisé et un nouveau jugement de l'affaire. Une audition a été tenue à la Cour of King's Bench au palais de Westminster du 21 au 22 mai 1783, devant Mansfield et deux autres juges, Francis Buller and Edward Willes. L'avocat général pour l'Angleterre et le pays de Galles, John Lee, représente les propriétaires du Zong comme il l'avait fait au jugement précédent. Granville Sharp était aussi de l'audience, avec le secrétaire qu'il avait engagé pour faire un enregistrement écrit des procédures.
Résumant le verdict du premier procès, Mansfield dit au jury,:

« N'ayez aucun doute (bien que cela puisse beaucoup choquer) que l'affaire des esclaves est la même que si des chevaux avait été jeté par-dessus bord... La question était, y avait-il absolue nécessité de les jeter par-dessus bord afin de sauver le reste [et] le jury était de l'opinion que c'était le cas... »

Collingwood était mort en 1781 et le seul témoin du massacre à paraître à Westminster était le passager Robert Stubbs, bien qu'un affidavit écrit par le second James Kelsall était à la disposition des avocats. Stubbs disait qu'il y avait « une absolue nécessité à jeter par-dessus bord les nègres », parce que l'équipage craignait que tous les esclaves meurent s'ils n'en jetaient pas certains à la mer. Les assureurs soutenaient que Collingwood avait fait « une gaffe et une erreur » en naviguant au-delà de la Jamaïque et que les esclaves avaient été tués afin que leurs propriétaires obtiennent une indemnité. Ils prétendaient que Collingwood avait fait cela parce qu'il ne voulait pas que son premier voyage comme capitaine d'un navire esclavagiste ne soit pas rentable.
John Lee répond en disant que les esclaves « avait péri juste comme une cargaison de biens avait été détruite » et avaient été jetés par-dessus bord pour le plus grand bien du navire. L'équipe juridique des assureurs répond que l'argument de Lee ne pourrait jamais justifier la tuerie de personnes innocentes; chacun des trois mentionnent les problèmes d’humanité dans le traitement des esclaves et disent que les actions de l'équipage du Zong ne sont rien de moins qu'un meurtre. Comme l'historien James Walvin l'a soutenu, il est possible que Granville Sharp ait directement influencé la stratégie de l'équipe juridique des assureurs.
Lors de l'audience, un nouveau témoignage rapporte que de fortes pluies sont tombées sur le navire le deuxième jour des massacres, et qu'un troisième groupe d'esclaves a été tué après cela. Cela amène Mansfield à demander un nouveau procès, parce que les pluies signifiaient que le massacre de ces esclaves après que la pénurie d'eau a été atténuée ne pouvait pas être justifié par la nécessité de sauver le navire et le reste de sa cargaison humaine,. Un des juges qui officiait dit également que ce témoignage invalidait les conclusions du jury du premier procès, car le jury avait entendu le témoignage que la pénurie d'eau résultait du mauvais état du navire, amenée par des conditions maritimes imprévues plutôt que par des erreurs commises par le capitaine. Mansfield conclut que les assureurs ne sont pas responsables des pertes résultants des erreurs commises par l'équipage du Zong.
Il n'y a pas de preuves qu'un autre procès a été mené sur cette question,. En dépit des efforts de Granville Sharp, aucun membre de l'équipage n'a été poursuivi pour le meurtre des esclaves. Cependant le procès du Zong attire finalement l'attention nationale et internationale. Un résumé du procès d'appel est publié dans les rapports nominatifs préparés à partir des notes manuscrites contemporaines de Sylvester Douglas, Baron Glenbervie et d'autres. Il a été publié en 1831 sous le nom de Gregson contre Gilbert (1783) 3 Doug. KB 232,.

### Motivations de Mansfield
Jeremy Krikler affirme que Mansfield voulait s'assurer que la loi commerciale reste aussi favorable que possible pour le commerce maritime britannique et par conséquent était partisan de garder le principe « d'avarie commune », même s'il impliquait le massacre d'humains. Pour Mansfield, trancher en faveur des assureurs aurait grandement sapé ce principe. La révélation que de la pluie était tombée pendant le moment des massacres permit à Mansfield d'ordonner un nouveau jugement tout en gardant la notion « d'avarie commune » intacte. Il souligna que le massacre pourrait avoir été légalement justifié et la demande d'assurance des propriétaires valide si la pénurie d'eau n'avait pas été due à des erreurs faites par le capitaine.
Krikler commente que le jugement de Mansfield ignore celui fait précédemment par Matthew Hale, qui statuait que le meurtre d'innocents au nom de la survie était illégal. Ce jugement a été important un siècle plus tard avec l'affaire R v. Dudley and Stephens, qui abordait également la justification de meurtres en mer. Mansfield échoua également à reconnaître un autre important principe légal : qu'aucune demande assurance puisse être légale si elle résultait d'un acte illégal.

## Effets sur le mouvement abolitionniste

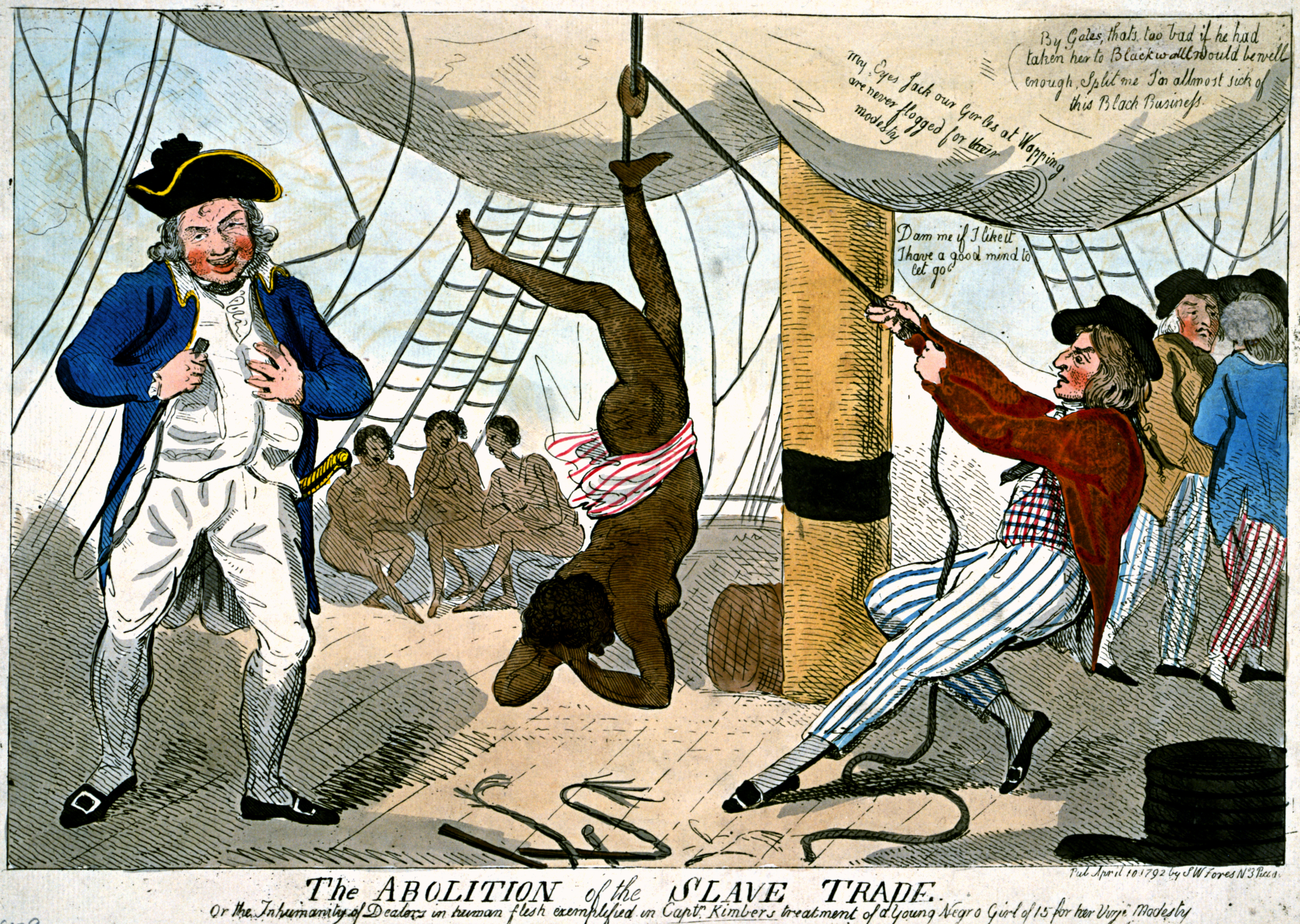
Dessin de l'équipage d'un navire esclavagiste fouettant une femme esclave sous le commandement du capitaine John Kimber en 1792. Contrairement à l'équipage du Zong, Kimber a été jugé pour le meurtre de deux femmes esclaves. Le jugement a généré une grande couverture médiatique avec également des images imprimées comme celle-ci, comparé à la très faible couverture du massacre du Zong dix ans auparavant.

Granville Sharp fait campagne pour attirer l'attention sur le massacre, écrivant à des journaux, aux Lords de l'Amirauté et au premier ministre, William Cavendish-Bentinck, troisième duc de Portland),. Ni Cavendish, ni l'amirauté ne lui répondent. Un seul journal de Londres raconte le premier procès du Zong en mars 1783, mais il fournit le détail des événements. C'est le premier compte rendu public du massacre, et il est publié 18 mois après les faits. Peu d'autres choses sont publiées à ce sujet avant 1787,.
Malgré ces échecs, les efforts de Sharp finissent par connaître quelques succès. En avril 1783, il envoie un récit des massacres à William Dillwyn, un quaker qui avait demandé à voir des preuves qui seraient critiques contre le commerce des esclaves. Le Britain Yearly Meeting décide peu après de commencer une campagne contre l'esclavage, et une pétition signée par 273 quakers est présentée au parlement en juillet 1783. Sharp envoie aussi des lettres aux évêques anglicans et au clergé, ainsi qu'à ceux déjà compatissant à la cause abolitionniste.
L'effet immédiat du massacre du Zong sur l'opinion publique a été limité, démontrant selon l'historien de l'abolitionnisme Seymour Drescher le défi auquel les premiers abolitionnistes devaient faire face . À la suite des efforts de Sharp, le massacre du Zong devient un important sujet de la littérature abolitionniste qui est abordé dans les travaux de Thomas Clarkson, Quobna Ottobah Cugoano, James Ramsay et John Newton,. Ces récits omettaient souvent le nom du navire et de son capitaine, dressant ainsi, selon les mots de Srividhya Swaminathan, « un portrait des abus qui pourrait être appliqué à tout navire du passage du milieu »,.
Le massacre du Zong a fourni un exemple marquant des horreurs de la traite négrière, favorisant le développement du mouvement abolitionniste en Grande-Bretagne, dont la taille et l'influence a considérablement augmenté à la fin des années 1780,,. En 1787, la Society for Effecting the Abolition of the Slave Trade (« Société pour l'abolition de la traite des esclaves ») est fondée.
Le Parlement  reçoit de nombreuses pétitions contre le commerce des esclaves et examine la question en 1788. Fortement appuyé par Sir William Dolben, qui avait visité un navire négrier, il adopte la loi de 1788 sur la traite des esclaves (loi Dolben), sa première législation visant à réglementer la traite des esclaves. Il restreint le nombre d'esclaves pouvant être transportés afin de réduire les problèmes de surpopulation et de mauvaises conditions sanitaires. Son renouvellement, en 1794, comprend un amendement qui limite la portée des polices d'assurance concernant les esclaves, rendant illégales les phrases standards qui promettaient d'assurer all other Perils, Losses, and Misfortunes (« tous les autres dangers, pertes et malheurs »). Les représentants des propriétaires de Zong s'étaient appuyés sur une telle phrase lors de l'audience de King 's Bench. Cette loi devait être renouvelée chaque année, et Dolben menait cette action, intervenant fréquemment au Parlement contre l'esclavage. La loi sur la traite des esclaves de 1799 a été adoptée pour rendre ces dispositions permanentes.

## Suites
Les procès qui en découlent et qui sont intentés par les propriétaires du navire, qui recherchent une indemnisation de leurs assureurs pour la cargaison d'esclaves perdue, finissent par établir que le meurtre délibéré d'esclaves peut, dans certains cas, être légal. Cette affaire marque un tournant dans la lutte contre la traite des esclaves africains du XVIIIe siècle, inspirant des abolitionnistes comme Granville Sharp et Thomas Clarkson, et conduisant à la création de la Society for Effecting the Abolition of the Slave Trade (« Société pour l'abolition de la traite négrière ») en 1787.
Une réplique du Zong (le Kaskelot) a navigué près de Tower Bridge à Londres en mars 2007 pour célébrer le 200e anniversaire de la Slave Trade Act 1807 (« loi sur la traite des esclaves de 1807 ») qui abolit la traite négrière dans l'Empire britannique. Il faut encore attendre le 31 juillet 1833 pour que l'esclavage en lui-même y soit aboli. Le meurtre des esclaves noirs du Zong est débattu et la demande d'indemnisation des propriétaires du navire est tranchée en dernier ressort dans le film Belle d'Amma Asante.